# 21 Bateria Artylerii Przeciwlotniczej Motorowa Typ A
Bateria Motorowa Artylerii Przeciwlotniczej Typ A Nr 21 – pododdział artylerii przeciwlotniczej Wojska Polskiego II RP.

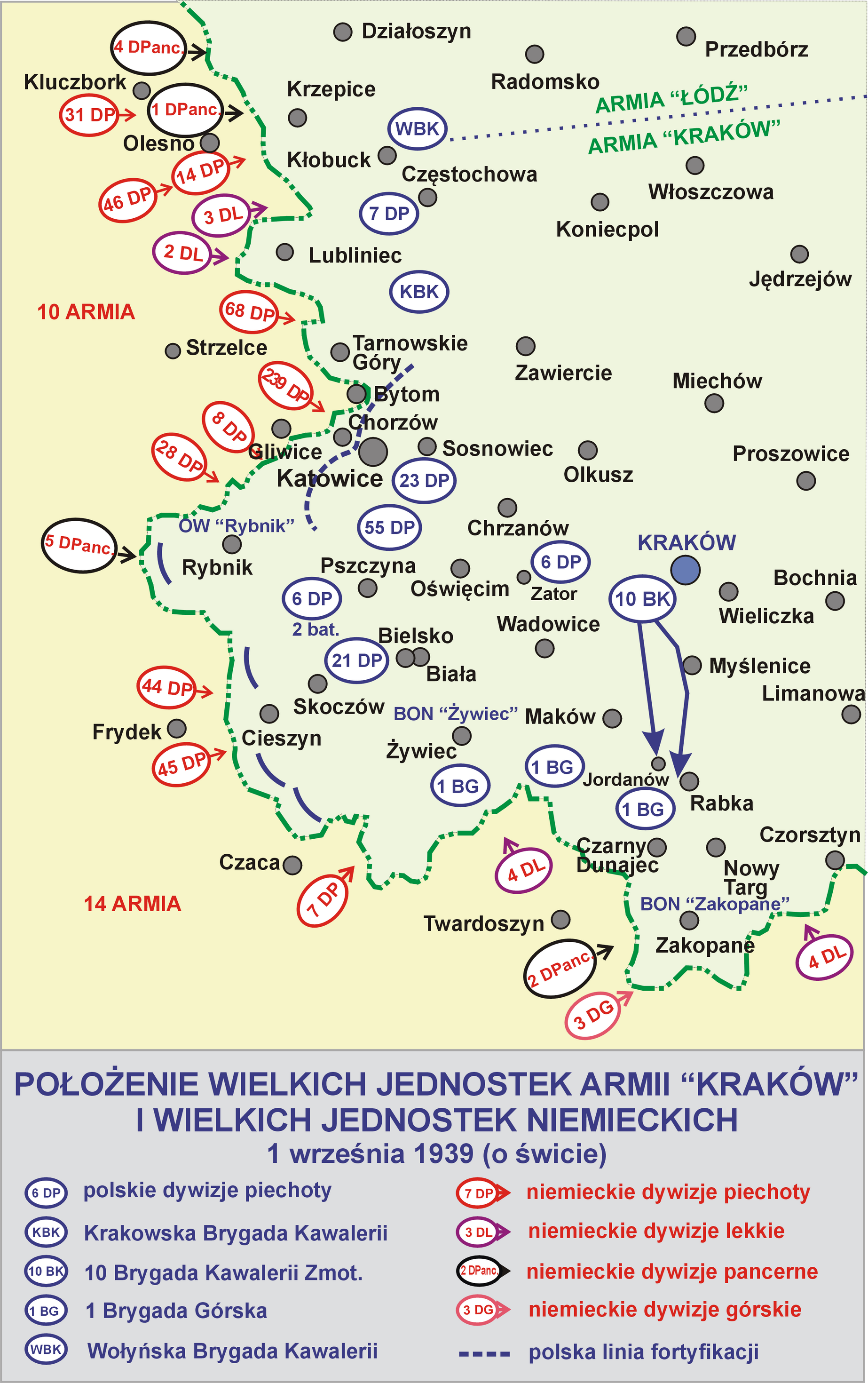
Rejon walk baterii

Bateria nie występowała w organizacji pokojowej wojska. Została zmobilizowana, zgodnie z planem mobilizacyjnym "W", w dniach 24-25 sierpnia 1939 roku w garnizonie Kraków przez 5 Dywizjon Artylerii Przeciwlotniczej, jako organiczna jednostka artylerii 21 Dywizji Piechoty Górskiej. Pododdział uzbrojony był w cztery 40 mm armaty przeciwlotnicze wzór 1936.

## Organizacja i obsada personalna baterii
- dowódca – kpt. Borys Godunow
- oficer zwiadowczy – ppor. Zenon Lebelt
- dowódca 1 plutonu - ppor. rez. Wincenty Jerzy Kluska
- dowódca 2 plutonu – ppor. rez. Edmund Wiktor Sojecki
- dowódca 3 plutonu – ppor. rez. Jan Adam Chwierut
- dowódca 4 plutonu – ogn. pchor. Borys Kinderman
- szef baterii – ogn. Jan Grela